# 秋相微
秋相微（韓語：추상미，1972年5月9日—），另譯“秋相美”，韓國女演員及電影導演。

## 演藝經歷
秋相微於1972年生於首爾，是1970年代至1980年代初的著名話劇演員秋松雄的女兒（秋松雄已於1985年去世）。1994年，她通過參演話劇《洛麗塔》出道，其後在話劇和音樂劇舞台中活躍積累演技。1996年，她在百想藝術大獎中獲話劇部門新人獎。翌年起，她在電影《連接》（1997年）中的愛情演技、《驅魔錄》（1998年）、《SAYES》（2001年）中展現恐怖形象及《生活的發現》（2002年）的裝模作樣演技皆獲注目。
2000年代間，她活躍於電視劇舞台中，當中在2007年的《8月下的雪》中出演主角。2010年代起，她開始參與執導電影，當中2010年的短片電影《化妝室》是她首部執導的電影，該作品融入話劇台詞的風格。其後，她在2013年執導另一短篇作品《影響下的女人》，入選第18屆釜山國際電影節短篇競爭單元。2018年，她首度執導長篇電影《去波蘭的孩子們》，講述1500名戰爭孤兒在1951年，根據金日成的指示被秘密送往波蘭，其後在適應波蘭生活後，在八年後被命令強制回國，之後因強制勞動而生死未卜的故事。翌年，該電影在第16屆首爾國際愛情電影節獲基督電影人獎。
2022年，秋相微在MBC電視劇《Tracer》中，事隔12年再度參演電視劇。

## 演出作品

### 電視劇
- 1997年：SBS《70分鐘電視劇－收件人》
- 1997年：MBC《Best劇場－四輪自行車》
- 1997年：SBS《70分鐘電視劇－令牌盒》
- 1997年：SBS《New York Story》
- 1998年：KBS《謊言》飾演 世美
- 1998年：MBC《Best劇場－提包的女人》
- 1998年：MBC《赤腳奔跑吧》飾演 崔世莉
- 1998年：MBC《向日葵》飾演 崔世莉
- 1998年：MBC《美麗的選擇》飾演 崔秀安
- 1999年：KBS《招待》飾演 宋始彬
- 1999年：KBS《愛嗎？》飾演 張瑞英
- 2003年：KBS《黃色手帕》飾演 趙閔珠
- 2003年：KBS《武人時代》飾演 紅蓮華
- 2005年：MBC《律師們》飾演 宋怡玲
- 2005年：MBC《我們結婚吧》飾演 鄭石順
- 2006年：SBS《愛情與野望》飾演 卞靜子
- 2007年：SBS《8月下的雪》飾演 吳盼淑
- 2008年：MBC《我的女人》飾演 洪敏藝
- 2009年：SBS《City Hall》飾演 閔珠花
- 2022年：MBC《Tracer》飾演 閔素英
- 2024年：MBC《現在撥打的電話》 飾演 沈揆進

### 電影
- 1996年：《花瓣》饰演 我们
- 1997年：《傷心街角戀人》饰演 恩熙
- 1998年：《退魔錄》饰演 胜熙
- 2000年：《Interview》饰演 本人
- 2001年：《红色皮特的告白》
- 2001年：《一路惊惶》饰演 允熙
- 2002年：《生活的发现》饰演 善英
- 2003年：《微笑》饰演 昭情
- 2004年：《谁都有秘密》饰演 韩真英
- 2005年：《异共》
- 2005年：《我有破坏自己的权利》饰演 行为艺术家玛拉
- 2006年：《放学后的屋顶》饰演 女医生（客串）
- 2006年：《首尔星期天》饰演 DJ（声音客串）
- 2007年：《秀雅十三岁》饰演 英珠

## 執導作品
- 2010年：《化妝室》
- 2013年：《影響下的女人》
- 2018年：《去波蘭的孩子們》

## 獲獎
- 1996年：第32屆百想藝術大獎—話劇部門新人演技獎（風在吹開門吧）
- 1999年：第13屆KBS演技大獎—女子配角獎（愛嗎？）
- 2003年：第17屆KBS演技大獎—優秀演技獎（黃色手帕）
- 2006年：第13屆SBS演技大獎—連續劇部門 女子演技獎（愛情與野望）

## 外部連結
- 秋相微的Instagram帳戶
- 秋相微在NAVER上的资料
- 秋相微在Daum上的资料
- 秋相微在韩国电影数据库（KMDb）上的資料（韓語）